# Orthochromis stormsi
Orthochromis stormsi is een straalvinnige vissensoort uit de familie van de cichliden (Cichlidae). De wetenschappelijke naam van de soort is voor het eerst geldig gepubliceerd in 1902 door George Albert Boulenger.